# 谷尻誠
谷尻誠（たにじり まこと、1974年 -）は、日本の建築家。SUPPOSE DESIGN OFFICE代表。大阪芸術大学准教授、広島女学院大学客員教授、穴吹デザイン専門学校特任教授。二級建築士。

## 来歴・人物
1974年、広島県三次市生まれ。 広島県立日彰館高等学校、穴吹デザイン専門学校卒業。本兼建築設計事務所、HAL建築工房を経て、2000年にSuppose design officeを設立。2014年SUPPOSE DESIGN OFFICE Co.,Ltd. を吉田愛とともに共同設立。
2018年に公開されたアニメーション映画『未来のミライ』では、作品の舞台となる主人公の自宅を設計した。

## 経歴
- 1974年 - 広島県に生まれる。
- 1994年 - 穴吹デザイン専門学校卒業。
- 1994年から1999年まで、本兼建築設計事務所勤務。
- 1999年から2000年まで、HAL建築工房勤務。
- 2000年 - Suppose design office設立。
- 2014年 - SUPPOSE DESIGN OFFICE Co.,Ltd. を吉田愛とともに共同設立。
- 2015年 - 大阪芸術大学准教授就任[7]。

## 作品
- EM CEE FIVE（広島県）
- 己斐の家（広島県）
- REGOビル（広島県）
- 皆賀の家（広島県）
- 毘沙門の家：float（広島県）
- 焼山の家（広島県）
- 大野の家（広島県）
- 高須の家（広島県）
- 東広島の共同住宅（広島県）
- WM 広島（広島県）
- Cafe La Miell（愛媛県）
- 大竹の家（広島県）
- 豊前の家（福岡県）
- 2008年 小網町の家（広島県）
- 安城の家（愛知県）
- The South Harbor Resort（広島県）
- 内科離宮（広島県）
- 檜原の家（福岡県）
- Milano salone 東芝インスタレーション Luceste（ミラノ）
- Onomichi U2
- Mazda 碑文谷ショールーム(東京)
- Mazda 高田の馬場ショールーム(東京)
- 今治のオフィス（愛媛）
- Book and Bed(東京、京都、浅草)
- HOTEL HOTEK (オーストラリア)
- agnes b (銀座、香港)
- 叢村書店（愛知県）
- くるりの森（静岡県）
- GU(東京)
- Studious(東京、香港)
- UNITED TOKYO(東京、香港)
- 森音テラス(東京)
- ひぐらしガーデン(東京)
- KOE HOTEL(東京)

## 受賞歴
- 2003年
  - JCDデザインアワード 新人賞受賞
  - GOOD DESIGN賞受賞（毘沙門の家）
- 2004年 - ひろしま街づくりデザイン賞受（FLOAT）
- 2005年 - JCDデザインアワード 奨励賞W受賞
- 2006年 - GOOD DESIGN賞受賞（LA.TERRASSE）
- 2009年
  - 住まいの環境デザインアワード 特別賞受賞
  - CDデザインアワード 銀賞
  - 広島建築文化賞 入賞
  - ダントータイルデザインコンテスト 入賞
  - Modern Decoration International Media Prize / Annual Commercial Award （上海）
  - AR Award / commendation （London）
  - NAXデザインコンテスト 銀賞
  - 電化住宅建築作品コンテスト 審査員特別賞
- 2010年
  - 愛知まちなみ建築賞
  - 住まいの環境デザインアワード／暮らしデザイン賞
  - 住まいの環境デザインアワード／環境デザイン優秀賞
  - THE INTERNATIONAL ARCHITECTURE AWARD（Chicago）
- 2011年
  - 福岡県美しいまちづくり建築賞 大賞受賞
  - JCDアワード　銀賞受賞
  - 上州富岡駅プロポーザル 優秀賞受賞
  - 生方記念文庫プロポーザル ファイナリスト
  - 遠山保育園設計プロポーザル ファイナリスト
- 2012年
  - INAXデザインコンテスト 銀賞受賞
  - JCDアワード2012 銀賞受賞
  - Station20 EU 設計コンペティション 最終選考
  - DFA AWARD 2011 特別賞受賞
- 2013年
  - 滋賀県守山中学校設計コンペ ファイナリスト
  - 住まいの環境デザインアワード2013 部門最優秀賞、優秀賞受賞
  - LIXILデザインコンテスト 銀賞、審査員特別賞受賞
- 2014年 - 台北デザインアワード2014 優選受賞
- 2015年
  - 住まいの住環境デザインアワード2015 優秀賞、モダンリビング賞受賞
  - JIA四国建築賞 大賞
  - International prize for sustainable architecture (Ferara,Italy) Gold medal
  - 第3回東海住宅建築賞 優秀賞
  - 中国建築大賞2015 大賞
- 2016年
  - 住まいの住環境デザインアワード2016 グランプリ
  - 福岡県美しいまちづくり建築賞 大賞
  - 第4回JIA東海住宅建築賞 優秀賞
  - CDアワード2016 大賞

## テレビ番組
- 日経スペシャル カンブリア宮殿 劣等感を武器に変える！ 次世代建築家の驚き仕事術（2022年4月7日、テレビ東京）- サポーズデザインオフィス代表として出演[7]。

## 書籍

### 著書
- 『1000%の建築 僕は勘違いしながら生きてきた』（2012年3月10日、エクスナレッジ）ISBN 978-4767812199
- 『談談妄想』（2013年9月12日、ハースト婦人画報社）ISBN 978-4573031999
- 『日本の住宅をデザインする方法 新装版(2)』（著者:岸本和彦 田井幹夫 谷尻誠 手塚貴晴 廣部剛司 ほか）（2014年4月21日、エクスナレッジ）ISBN 9784767817835
- 『CHANGE-未来を変える、これからの働き方』（2019年8月23日、エクスナレッジ）ISBN 978-4767826455
- 『1000%の建築 つづき 僕は勘違いしながら生きてきた』（2020年5月29日、エクスナレッジ）ISBN 978-4767827681
- 『美しいノイズ 世の中の常識を打ち破るために、君はどう立ち向かうか』（著者:谷尻誠 吉田愛）（2021年10月1日、主婦の友社）ISBN 978-4074410750
- 『職業=谷尻誠』（2022年3月2日、エクスナレッジ）ISBN 978-4767829975

### 関連書籍
- 『ML30s 谷尻誠の家づくり モダンリビング別冊vol.2』（著者:ハースト婦人画報社）（2014年10月7日、ハースト婦人画報社）ISBN 9784573551312
- 『谷尻誠の建築的思考法』（著者:森清 松浦隆幸）（2021年7月8日、日経BP社）ISBN 9784296109715